# Gol del Siglo
El «Gol del Siglo» (también conocido como El Mejor Gol en la Historia de la Copa Mundial de Fútbol) fue un premio al mejor gol marcado en un encuentro de cuartos de final de la Copa Mundial de Fútbol de la FIFA. Fue decidido por una encuesta en el sitio de Internet de la FIFA, durante la Copa Mundial de fútbol de la FIFA del año 2002.
El ganador fue el segundo gol marcado para la Argentina por Diego Maradona, en los cuartos de final de México 1986, un partido jugado contra Inglaterra, el 22 de junio del año 1986, en el Estadio Azteca de la Ciudad de México ante 114 580 aficionados.

## Elección
Durante el Mundial de 2002, se llevó a cabo una votación durante 6 semanas para definir el mejor gol en la historia de los mundiales. La votación fue llevada a cabo por FIFAworldcup.com y la marca de cerveza Budweiser, siendo el total de votantes de 341.460 personas de más de 150 países distintos.

## Gol ganador
En el minuto 55, empezando dentro de su propio campo, Maradona eludió a 5 jugadores ingleses (Hoddle, Reid, Butcher, Fenwick y al arquero Shilton), antes de anotar el gol. Escasos minutos antes, el jugador argentino había convertido un polémico gol con la mano, conocido como «La mano de Dios». El partido finalmente terminó 2-1 favorable para Argentina, lo que le permitió clasificarse para las semifinales.
En el ámbito audiovisual, el gol suele ir asociado a la narración en directo que hizo del mismo el periodista Víctor Hugo Morales:

Ahí la tiene Maradona, lo marcan dos, pisa la pelota Maradona, arranca por la derecha el genio del fútbol mundial, y deja el tendal va a tocar para Burruchaga... ¡Siempre Maradona! ¡Genio! ¡Genio! ¡Genio! Ta-ta-ta-ta-ta-ta-ta-ta... Gooooool... Gooooool... Gooooool... ¡Quiero llorar! ¡Dios Santo, viva el fútbol! ¡Golaaazooo! ¡Diegoooool! ¡Maradona! Es para llorar, perdónenme... Maradona, en una corrida memorable, en la jugada de todos los tiempos... Barrilete cósmico... ¿De qué planeta viniste para dejar en el camino a tanto inglés, para que el país sea un puño apretado gritando por Argentina? Argentina 2 - Inglaterra 0. Diegol, Diegol, Diego Armando Maradona... Gracias Dios, por el fútbol, por Maradona, por estas lágrimas, por este Argentina 2 - Inglaterra 0.
Víctor Hugo Morales

## Clasificación
| Pos. | Jugador                | Partido                          | Votos  | Notas |
| ---- | ---------------------- | -------------------------------- | ------ | --- |
| 1    | Diego Armando Maradona | México 1986 vs. Inglaterra       | 18.062 | Toma la pelota en la mitad de la cancha, supera a 7 jugadores (incluyendo al arquero) y define de izquierda.                                        |
| 2    | Michael Owen           | Francia 1998 vs. Argentina       | 10.631 | Recibe la pelota en mitad de cancha, supera a dos defensores, define al ángulo opuesto.                                                             |
| 3    | Pelé                   | Suecia 1958 vs. Suecia           | 9.880  | Detiene un centro con el pecho, "globito" a un defensor, define de volea.                                                                           |
| 4    | Diego Armando Maradona | México 1986 vs. Bélgica          | 9.642  | Recibe en 3/4 de cancha, supera a 4 defensores, define al palo contrario al portero.                                                                |
| 5    | Gheorghe Hagi          | Estados Unidos 1994 vs. Colombia | 9.297  | Disparó sobre el portero en 3/4 de cancha desde la banda lateral izquierda.                                                                         |
| 6    | Saeed Al-Owairan       | Estados Unidos 1994 vs. Bélgica  | 6.756  | Comienza en 1/4 de cancha, supera a 4 oponentes, define al palo del portero.                                                                        |
| 7    | Roberto Baggio         | Italia 1990 vs. Checoslovaquia   | 6.694  | Recibe en mitad de cancha, juega una pared con un compañero, supera a 2 defensores, define ante el portero.                                         |
| 8    | Carlos Alberto         | México 1970 vs. Italia           | 5.388  | Recibe un pase de Pelé, culminación de otros toques de 7 jugadores de su equipo y -sin desacelerar, pues venía desde atrás- define ante el portero. |
| 9    | Lothar Matthäus        | Italia 1990 vs. Yugoslavia       | 4.191  | Comienza en su campo, supera a un defensor, remata de afuera del área al palo derecho del portero.                                                  |
| 10   | Vincenzo Scifo         | Italia 1990 vs. Uruguay          | 2.935  | Remate desde 3/4 de cancha tras asistencia, definiendo al palo derecho del portero.                                                                 |